# Granville T. Hogan
Wilbert Granville Théodore 'G.T.' Hogan jr. (Galveston (Texas), 16 januari 1929 – San Antonio (Texas), 7 augustus 2004) was een Amerikaanse jazzdrummer.

## Biografie
G.T. Hogan speelde vanaf het midden van de jaren 1950 vooral met Randy Weston, soms ook met Lionel Hampton en in 1959 met Bud Powell in Parijs. In 1961 was hij lid van het International Jazz Quartet samen met Bobby Jaspar, Attila Zoller en Eddie de Haas. Hogan nam o.a. platen op met Earl Bostick, Cal Massey, Elmo Hope, Walter Bishop jr., Kenny Dorham en Kenny Drew sr.

## Overlijden
Granville T. Hogan overleed in augustus 2004 op 75-jarige leeftijd.

## Discografie
- Walter Bishop jr.: Milestones (Black Lion, 1961); Trio (OJC, 1962–63)
- Kenny Dorham: This Is the Moment (OJC, 1958), Two Horns, Two Rhythms (OJC, 1957)
- Elmo Hope: Plays His Original Compositions (Fresh Sound, 1961)
- Cal Massey: The Jazz Life! (Candid, 1961- Sampler), Blues To Coltrane (Candid, 1961)